# Yanko Bratanov
Yanko Bratanov (Bulgaria, 10 de junio de 1952) es un atleta búlgaro retirado especializado en la prueba de 400 m, en la que consiguió ser campeón europeo en pista cubierta en 1976.

## Carrera deportiva
En el Campeonato Europeo de Atletismo en Pista Cubierta de 1976 ganó la medalla de oro en los 400 metros, con un tiempo de 47.79 segundos, por delante del alemán Hermann Köhler (plata con 48.19 segundos) y del polaco Grzegorz Mądry  (bronce con 48.46 segundos).